# Stolz & Eigensinn
Stolz & Eigensinn ist ein deutscher Dokumentarfilm der Regisseurs Gerd Kroske aus dem Jahr 2025. Er zeigt Frauen in DDR-Großbetrieben, die ihre Souveränität hart erkämpften und ihren Stolz bis heute bewahren. Er kombiniert Archivmaterial des Leipziger Kanal X aus den frühen 1990er Jahren mit aktuellen Aufnahmen.

## Handlung
Stolz & Eigensinn (eng. Pride & Attitude) basiert auf einem Archivfund. Der Leipziger Kanal X, der einzige Piratensender der DDR bewahrte U-Matic-Bänder aus den frühen 1990er Jahren. Darauf sprechen Industriearbeiterinnen aus den einstigen Großbetrieben der DDR über den Verlust ihrer mühsam erkämpften Souveränität infolge von Realabbau und Entlassungen.
Die Aufnahmen zeigen auch ihren Arbeitsalltag in inzwischen verschwundenen Fabriken und Braunkohle-Zechen. Über dreißig Jahre später spürte Gerd Kroske diese Frauen wieder auf und montiert die Archiv-Funde mit aktuellen Gesprächen. Dabei geht es um Arbeitsmöglichkeiten und Frauenfragen: Wie können Frauen arbeiten, am gesellschaftlichen Leben teilhaben und sich selbst verwirklichen?
Die Gegenüberstellung von damals und heute zeigt, dass die Frauen ihren Stolz und Eigensinn bewahrt haben – trotz aller Veränderungen.
Zu Beginn des Films zitiert Kroske Christa Wolf: „Der Mantel der Geschichte weht zugunsten derjenigen, die genug Puste haben, die Windrichtung zu bestimmen.“

## Die Mitwirkenden
Silke Butzlaff (Geräteführerin, Welzow-Süd), Steffi Gänkler (Schuhfacharbeiterin, Weißenfels), Ingrid Kreßner (Geräte-u. Anlagenfahrerin, Borna), Bärbel Grätz (Brückenfahrerin, Welzow-Süd), Ulla Nitzsche (Chemikerin, Leuna), Brigitte Jahn (Industrie-Meisterin, Großzössen), Christel Badler (Chemikerin, Leuna), Cornelia Patzwald (Polymir-Anlagenfahrerin, Leuna), Monika Schurmann (Lokführerin, Spreetal), Isabell Radecke-Aurin (Sammlungsleitung, Schuhmuseum Weißenfels), Markus Liers (Lokführer, Schwarze Pumpe), Norbert Meissner (Videokünstler, Leipzig).

## Trivia
Der Titel Stolz & Eigensinn bezieht sich auf Jane Austens Roman Stolz und Vorurteil und das Buch von Geschichte und Eigensinn (1981) von Oskar Negt und Alexander Kluge.

## Produktion
Stolz & Eigensinn wurde von Gerd Kroske mit seiner Produktionsfirma realistfilm produziert. Der Dokumentarfilm feierte auf der Berlinale 2025 in der Sektion Forum seine Welt-Uraufführung. Den deutschen Verleih übernahm Salzgeber.